# راتينجية ويلسون
راتينجية ويلسون نوع شجري يتبع جنس الراتينجية من الفصيلة الصنوبرية.

## البيئة والانتشار
يوجد فقط في الصين.